# Lei de Faraday da eletrólise
As leis de Faraday da eletrólise são leis estabelecidas pelo físico e químico inglês Michael Faraday, em 1834, que regem o processo denominado eletrólise. Tais leis relacionam as massas das substâncias produzidas nos elétrodos e as quantidades de energia gastas na eletrólise.

## Primeira lei de Faraday
Durante uma eletrólise, a massa de uma substância liberada em qualquer um dos eletrodos, assim como a massa da substância decomposta, é diretamente proporcional à quantidade de eletricidade Q que passa pela solução.
{\displaystyle m=k_{1}\cdot Q}, em que {\displaystyle m} é a massa da substância; {\displaystyle k} é a constante de proporcionalidade; e {\displaystyle Q} é a carga elétrica.

## Segunda lei de Faraday
Quando uma mesma quantidade de eletricidade atravessa diversos eletrólitos, as massas das espécies químicas liberadas nos eletrodos, assim como as massas das espécies químicas decompostas, são diretamente proporcionais aos seus equivalentes químicos.
{\displaystyle m=k_{2}\cdot E}
Levando para a fórmula I o valor de k, fica-se desse jeito que se poderá observar adiante:
m = E.i.t/96500
Logo, sendo o quociente E/96500 o equilíbrio eletroquímico, a fórmula será:
m = e.i.t
m = matéria em gramas
e = equivalente eletroeletronico
i = intensidade da corrente elétrica em ampère
t = tempo em segundo